# Carinae
Sous-famille
Les Carinae sont une sous-famille d'insectes coléoptères de la famille des Eccoptarthridae.

## Liste des genres
Selon BioLib (14 novembre 2018) :
- genre Baltocar Kuschel, 1992 †
- genre Caenominurus Voss, 1965
- genre Car Blackburn, 1897
- genre Carodes Zimmerman, 1994
- genre Chilecar Kuschel, 1992

Selon Paleobiology Database (14 novembre 2018) :
- genre Preclarusbelus
- genre Car
- non-classé Baissorhynchitae
- tribu Anchineini
- tribu Carini
- tribu Mekorhamphini
- tribu Mesophyletini
- tribu Montsecanomalini

## Publication originale
- Thompson, 1992 : Observations on the morphology and classification of weevils (Coleoptera, Curculionoidea) with a key to major groups. Journal of Natural History, vol. 26, no 4, p. 835-891.